# Montbrison-sur-Lez
Pour les articles homonymes, voir Montbrison (homonymie).
Montbrison-sur-Lez est une commune française située dans le département de la Drôme en région Auvergne-Rhône-Alpes.

## Géographie

### Localisation
Montbrison-sur-Lez est situé à 11 km à l'est de Grignan (chef-lieu de canton), à 9 km au nord de Valréas, à 14 km au nord-ouest de Nyons qui est le chef-lieu d'arrondissement, à 17 km au sud de Dieulefit et à 31 km au sud-est de Montélimar.

### Relief et géologie
Sites particuliers :
- Combe Bache
- Gramenon (341 m)
- Gros Serre
- la Viale (nord, 589 m)
- la Viale (sud, 543 m)
- le Grand Ubac (749 m)
- Odoir (579 m)
- Piégu (556 m)

### Hydrographie
La commune est arrosée par les cours d'eau suivants :
- le Lez
- le Rieu Sec
- Ravin de Bruges
- Ravin de Fontaine Pute
- Ravin de Gros Serre
- Ravin de l'Étang
- Ravin des Pigières

### Climat
Pour des articles plus généraux, voir Climat d'Auvergne-Rhône-Alpes et Climat de la Drôme.
En 2010, le climat de la commune est de type climat méditerranéen altéré, selon une étude du CNRS s'appuyant sur une série de données couvrant la période 1971-2000. En 2020, Météo-France publie une typologie des climats de la France métropolitaine dans laquelle la commune est dans une zone de transition entre le climat de montagne et le climat méditerranéen et est dans la région climatique  Provence, Languedoc-Roussillon, caractérisée par une pluviométrie faible en été, un très bon ensoleillement (2 600 h/an), un été chaud (21,5 °C), un air très sec en été, sec en toutes saisons, des vents forts (fréquence de 40 à 50 % de vents > 5 m/s) et peu de brouillards. 
Pour la période 1971-2000, la température annuelle moyenne est de 12,8 °C, avec une amplitude thermique annuelle de 17,1 °C. Le cumul annuel moyen de précipitations est de 905 mm, avec 6,6 jours de précipitations en janvier et 3,9 jours en juillet. Pour la période 1991-2020, la température moyenne annuelle observée sur la station météorologique de Météo-France la plus proche, sur la commune de Taulignan à 3 km à vol d'oiseau, est de 14,0 °C et le cumul annuel moyen de précipitations est de 842,4 mm,. Pour l'avenir, les paramètres climatiques de la commune estimés pour 2050 selon différents scénarios d'émission de gaz à effet de serre sont consultables sur un site dédié publié par Météo-France en novembre 2022.

### Voies de communication et transports
La commune est desservie par les routes départementales 24, 538 et 551.

## Urbanisme

### Typologie
Au 1er janvier 2024, Montbrison-sur-Lez est catégorisée commune rurale à habitat très dispersé, selon la nouvelle grille communale de densité à 7 niveaux définie par l'Insee en 2022.
Elle est située hors unité urbaine. Par ailleurs la commune fait partie de l'aire d'attraction de Valréas, dont elle est une commune de la couronne,. Cette aire, qui regroupe 12 communes, est catégorisée dans les aires de moins de 50 000 habitants,.

### Occupation des sols
L'occupation des sols de la commune, telle qu'elle ressort de la base de données européenne d’occupation biophysique des sols Corine Land Cover (CLC), est marquée par l'importance des territoires agricoles (62,2 % en 2018), une proportion identique à celle de 1990 (62,2 %). La répartition détaillée en 2018 est la suivante : cultures permanentes (53,4 %), forêts (26,3 %), milieux à végétation arbustive et/ou herbacée (11,6 %), zones agricoles hétérogènes (8,8 %). L'évolution de l’occupation des sols de la commune et de ses infrastructures peut être observée sur les différentes représentations cartographiques du territoire : la carte de Cassini (XVIIIe siècle), la carte d'état-major (1820-1866) et les cartes ou photos aériennes de l'IGN pour la période actuelle (1950 à aujourd'hui).

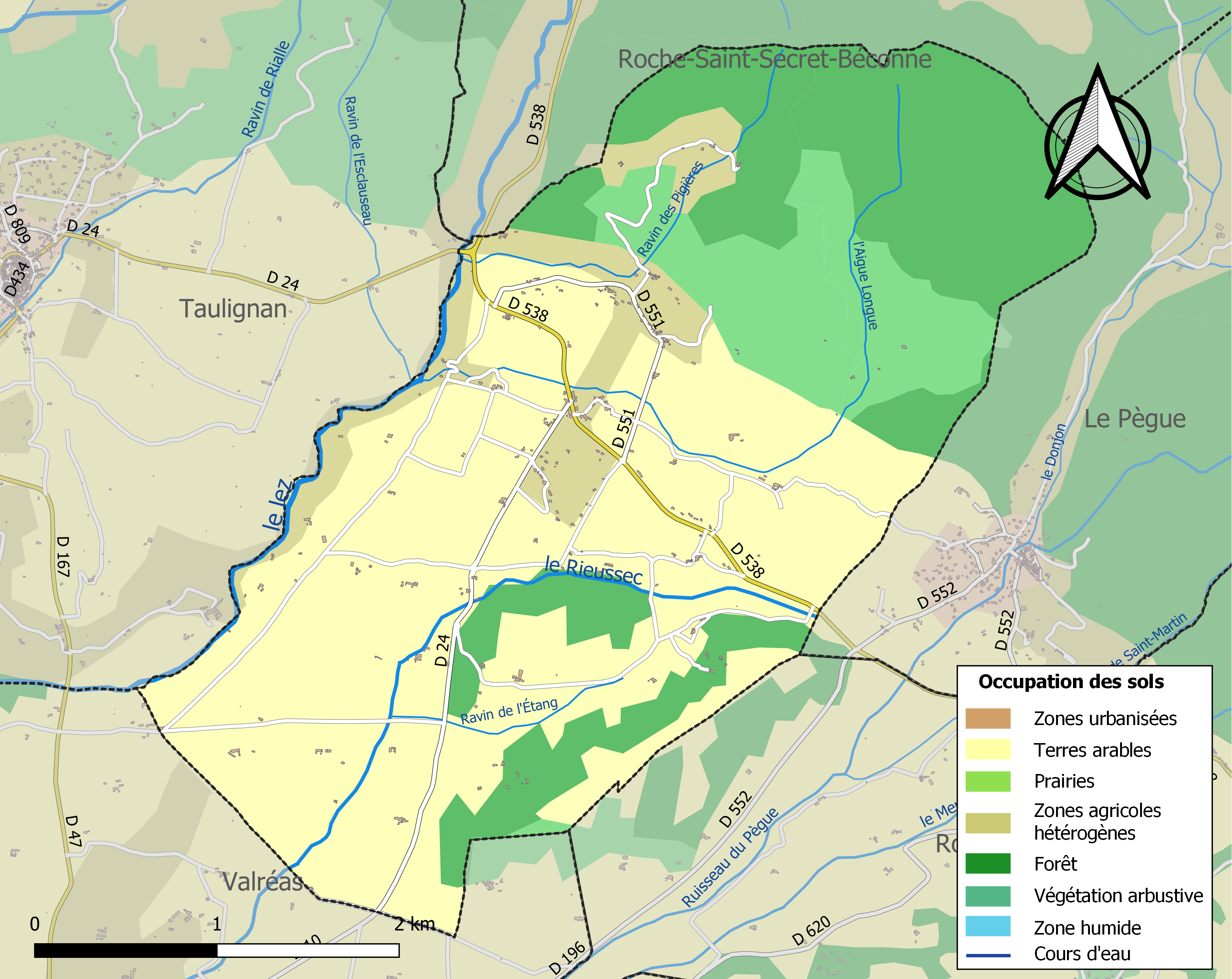
Carte des infrastructures et de l'occupation des sols de la commune en 2018 (CLC).

### Morphologie urbaine

#### Quartiers, hameaux et lieux-dits
Site Géoportail (carte IGN) :
- Arron
- Bel-Air
- Beloure
- Chauvet
- Crochamp
- la Caillonne
- la Poterie
- la Rivière
- l'Aurou
- le Château
- le Châtelard
- le Grangeon
- le Long du Lez
- le Peageon
- le Rey
- les Bories
- les Chaux
- les Clots
- les Gailes
- les Osières
- les Picardes
- les Plans
- les Treilles
- les Viras
- l'Olivière
- Petit Ubac
- Peyrol
- Pierre Lignier
- Roussoullié
- Suzaud

## Toponymie

### Attestations
Dictionnaire topographique du département de la Drôme :
- 1284 : castrum de Monte Brissono (Valbonnais, II, 118).
- 1509 : mention de l'église secondaire Saint-Michel : ecclesia baptismalis Sancti Michaelis Montis Brisonis (visites épiscopales).
- 1521 : mention de la paroisse : cura Montis Brisoni (rôle de décimes).
- XVIe siècle : mention du prieuré (dont l'église principale Saint-Blaise) : prioratus Sancti Blasii de Monte Brissono (pouillé de Die).
- 1576 : Montbrizon (rôle de décimes).
- 1891 : Montbrison, commune du canton de Grignan.

(non daté)[réf. nécessaire] : Montbrison-sur-Lez.

## Histoire
Pour un article plus général, voir Histoire de la Drôme.

### Protohistoire

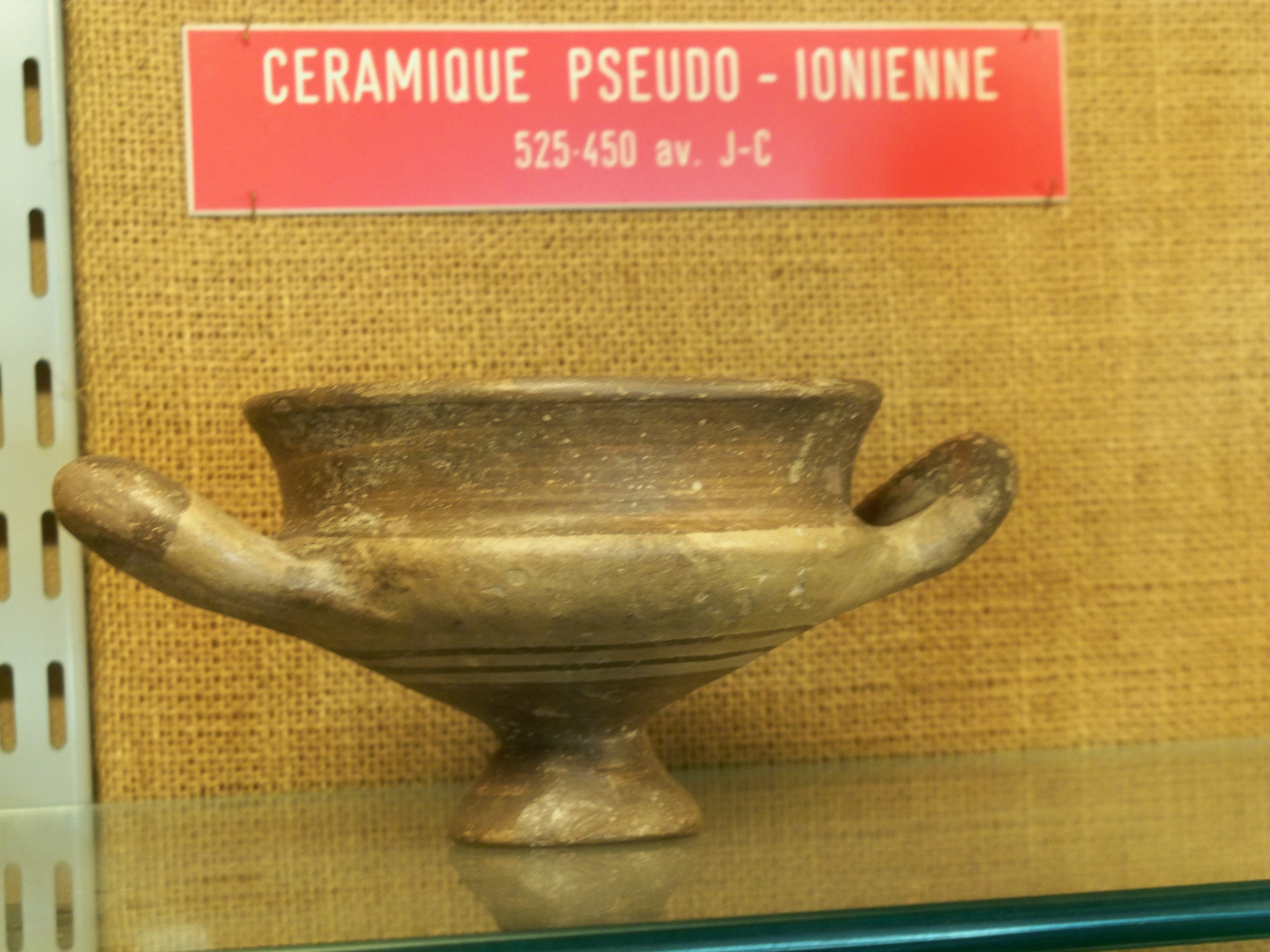
Skyphos à décor pseudo-ionien (vers 525/450 avant notre ère).

La proximité de l'oppidum du Pègue (commune du Pègue) où la céramique pseudo-ionienne, provenant d'ateliers en relation avec Massalia, a été importante, permet de supposer dans la région environnante une consommation de vin entre le milieu du VIe siècle et le IVe siècle. La production d'œnochoés et de vases à vin (en pâte claire micacée, portant un décor peint, avec un registre allant de la bande ocre au développement de formes figuratives) sont majoritaires. Ces récipients ont gardé dans leurs formes de fortes influences gauloises (coupes carénées).

### Antiquité: les Gallo-romains
Le territoire est rattaché à la tribu gauloise des Aletani. Sa capitale est la cité gallo-romaine d'Aletanum[réf. nécessaire].

### Du Moyen Âge à la Révolution
En 1281, les comtes de Lunel possèdent le château.
La seigneurie :
- Au point de vue féodal, Montbrison était une terre de la baronnie de Montauban.
- 1316 : possession des Ancezune qui la cèdent alors aux dauphins en échange de celle de Chauvac.
- 1334 : les dauphins la donnent aux Beaumont.
- 1339 : les dauphins la donnent aux princes d'Orange.
- 1380 : les Bellon avaient certains droits sur cette terre.
- 1484 : les princes d'Orange l'apanagent à un bâtard.
- 1501 : passe (par héritage) aux Poitiers d'Allan.
- Recouvrée par les princes d'Orange qui l'incorporent dans leur principauté (Sur la section de Vaison de la carte de Cassini (XVIIIe siècle), Montbrison est encore noté comme dépendance de la principauté d'Orange, formant une enclave de celle-ci dans le Dauphiné, jouxtant le Comtat Venaissin).
- 1702 : la principauté passe aux Bourbon-Conti.
- 1724 : la terre de Montbrison est engagée aux Raymond-Modène, derniers seigneurs.

1789 (démographie) : 45 familles.
Avant 1790, Montbrison était une communauté de l'élection de Montélimar, subdélégation de Saint-Paul-Trois-Châteaux et du bailliage du Buis.

Elle formait une paroisse du diocèse de Die qui avait une église secondaire sous le vocable de Saint-Michel mais dont la principale église, premièrement dédiée à saint Biaise et qui prit ensuite le vocable de Notre-Dame-des-Églises, était celle d'un prieuré de l'ordre de Cluny (dépendant de celui du Pont-Saint-Esprit). Les dîmes de cette paroisse appartenaient, partie au roi, partie au prieur, partie au curé.

### De la Révolution à nos jours
En 1790, cette commune est attribuée au canton de Taulignan. La réorganisation de l'an VIII (1799-1800) la place dans celui de Grignan.

## Politique et administration

### Liste des maires
| Période                                                                      | Période                        | Identité                          | Étiquette | Qualité        |
| ---------------------------------------------------------------------------- | ------------------------------ | --------------------------------- | --------- | -------------- |
| Les données manquantes sont à compléter. : de la Révolution au Second Empire |                                |                                   |           |                |
| 1790                                                                         | 1871                           | ?                                 |           |                |
| Les données manquantes sont à compléter. : depuis la fin du Second Empire    |                                |                                   |           |                |
| 1871                                                                         | 1874                           | ?                                 |           |                |
| 1874                                                                         | 1878                           | ?                                 |           |                |
| 1878                                                                         | 1884                           | ?                                 |           |                |
| 1884                                                                         | 1888                           | ?                                 |           |                |
| 1888                                                                         | 1892                           | ?                                 |           |                |
| 1892                                                                         | 1896                           | ?                                 |           |                |
| 1896                                                                         | 1900                           | ?                                 |           |                |
| 1900                                                                         | 1904                           | ?                                 |           |                |
| 1904                                                                         | 1908                           | ?                                 |           |                |
| 1908                                                                         | 1912                           | ?                                 |           |                |
| 1912                                                                         | 1919                           | ?                                 |           |                |
| 1919                                                                         | 1925                           | ?                                 |           |                |
| 1925                                                                         | 1929                           | ?                                 |           |                |
| 1929                                                                         | 1935                           | ?                                 |           |                |
| 1935                                                                         | 1945                           | ?                                 |           |                |
| 1945                                                                         | 1947                           | ?                                 |           |                |
| 1947                                                                         | 1953                           | ?                                 |           |                |
| 1953                                                                         | 1959                           | ?                                 |           |                |
| 1959                                                                         | 1965                           | ?                                 |           |                |
| 1965                                                                         | 1971                           | ?                                 |           |                |
| 1971                                                                         | 1977                           | ?                                 |           |                |
| 1977                                                                         | 1983                           | ?                                 |           |                |
| 1983                                                                         | 1989                           | ?                                 |           |                |
| 1989                                                                         | 1995                           | ?                                 |           |                |
| 1995                                                                         | 2001                           | ?                                 |           |                |
| 2001                                                                         | 2008                           | Josette Beraud                    |           |                |
| 2008                                                                         | 2014                           | Josette Beraud                    |           | maire sortante |
| 2014                                                                         | 2020                           | Josette Beraud                    | DVG       | maire sortante |
| 2020                                                                         | En cours (au 29 novembre 2020) | Patrice Mery[source insuffisante] |           |                |

## Population et société

### Démographie
L'évolution du nombre d'habitants est connue à travers les recensements de la population effectués dans la commune depuis 1793. Pour les communes de moins de 10 000 habitants, une enquête de recensement portant sur toute la population est réalisée tous les cinq ans, les populations de référence des années intermédiaires étant quant à elles estimées par interpolation ou extrapolation. Pour la commune, le premier recensement exhaustif entrant dans le cadre du nouveau dispositif a été réalisé en 2007.

En 2022, la commune comptait 269 habitants, en évolution de −5,94 % par rapport à 2016 (Drôme : +2,64 %, France hors Mayotte : +2,11 %).
| 1793 | 1800 | 1806 | 1821 | 1831 | 1836 | 1841 | 1846 | 1851 |
| ---- | ---- | ---- | ---- | ---- | ---- | ---- | ---- | ---- |
| 274  | 225  | 282  | 360  | 349  | 381  | 430  | 393  | 412  |

| 1856 | 1861 | 1866 | 1872 | 1876 | 1881 | 1886 | 1891 | 1896 |
| ---- | ---- | ---- | ---- | ---- | ---- | ---- | ---- | ---- |
| 450  | 449  | 454  | 451  | 424  | 429  | 402  | 433  | 403  |

| 1901 | 1906 | 1911 | 1921 | 1926 | 1931 | 1936 | 1946 | 1954 |
| ---- | ---- | ---- | ---- | ---- | ---- | ---- | ---- | ---- |
| 364  | 362  | 375  | 293  | 271  | 257  | 232  | 212  | 223  |

| 1962 | 1968 | 1975 | 1982 | 1990 | 1999 | 2006 | 2007 | 2012 |
| ---- | ---- | ---- | ---- | ---- | ---- | ---- | ---- | ---- |
| 210  | 208  | 198  | 258  | 266  | 312  | 310  | 310  | 304  |

| 2017 | 2022 | - | - | - | - | - | - | - |
| ---- | ---- | - | - | - | - | - | - | - |
| 281  | 269  | - | - | - | - | - | - | - |

### Enseignement
La commune est rattachée à l'académie de Grenoble.

### Manifestations culturelles et festivités
- Fête : premier dimanche de septembre[21].

### Loisirs
- Baignade[21].
- Pêche[21].
- Randonnées (sentiers pédestres)[21].

### Médias
Le territoire de la commune se situe dans l'aire de diffusion de plusieurs médias :
- Pour la presse écrite
  - Le Dauphiné libéré, quotidien régional qui consacre, chaque jour, y compris le dimanche, dans son édition de « Romans et Drôme des collines » un ou plusieurs articles à l'actualité du canton et de la commune, ainsi que des informations sur les éventuelles manifestations locales, les travaux routiers, et autres événements divers à caractère local.
  - L'Agriculture Drômoise, journal d'informations agricoles et rurales, couvre l'ensemble du département de la Drôme.
  - Drôme Hebdo (ancien Peuple Libre), hebdomadaire chrétien d'informations.
- Pour la presse audio-visuelle
  - Ici Drôme Ardèche est une radio publique diffusée sur son territoire.

## Économie

### Agriculture
En 1992 : lavandins, vignes (vins AOC Côtes-du-Rhône et VDQS Haut-Comtat), aviculture, apiculture (miel), truffes.
- Foire : le premier septembre[21].

### Tourisme
- Cyclotourisme[21].

## Culture locale et patrimoine

### Lieux et monuments
- Le Montbrison médiéval n'était pas le petit village de plaine d'aujourd'hui ; il se situait sur la Vialle. Un sentier de randonnée permet de s'y rendre (suivre la table d'orientation). Les ruines du village et du château se trouvent sur un promontoire adossé au flanc sud de la Montagne de la Lance[réf. nécessaire].
- Pontaujard : maison forte médiévale restaurée au-dessus du pont sur le Lez[réf. nécessaire].
- La Vialle : restes de l'enceinte du village fortifié médiéval avec tour circulaire[réf. nécessaire].
- Chapelle du prieuré Notre-Dame (XIIe siècle) : pilier carolingien[21].
- Église remaniée d'origine romane[21].

Église Saint-Blaise : consacrée en 1791, elle a été construite pour remplacer la chapelle du prieuré qui servait jusque-là d'église paroissiale mais qui était trop loin du village. La construction de Saint-Blaise fut ordonnée après une cinquantaine d'années de discussions. À la fin du XIXe siècle, la population demanda la construction d'un clocher pour y installer la cloche nouvellement acquise (du fondeur lyonnais Aimé Burdin), et baptisée en 1875 du nom de « Claire Immaculée ». Le clocher ne sera jamais édifié et la cloche se trouve encore dans la remise de l'église,.

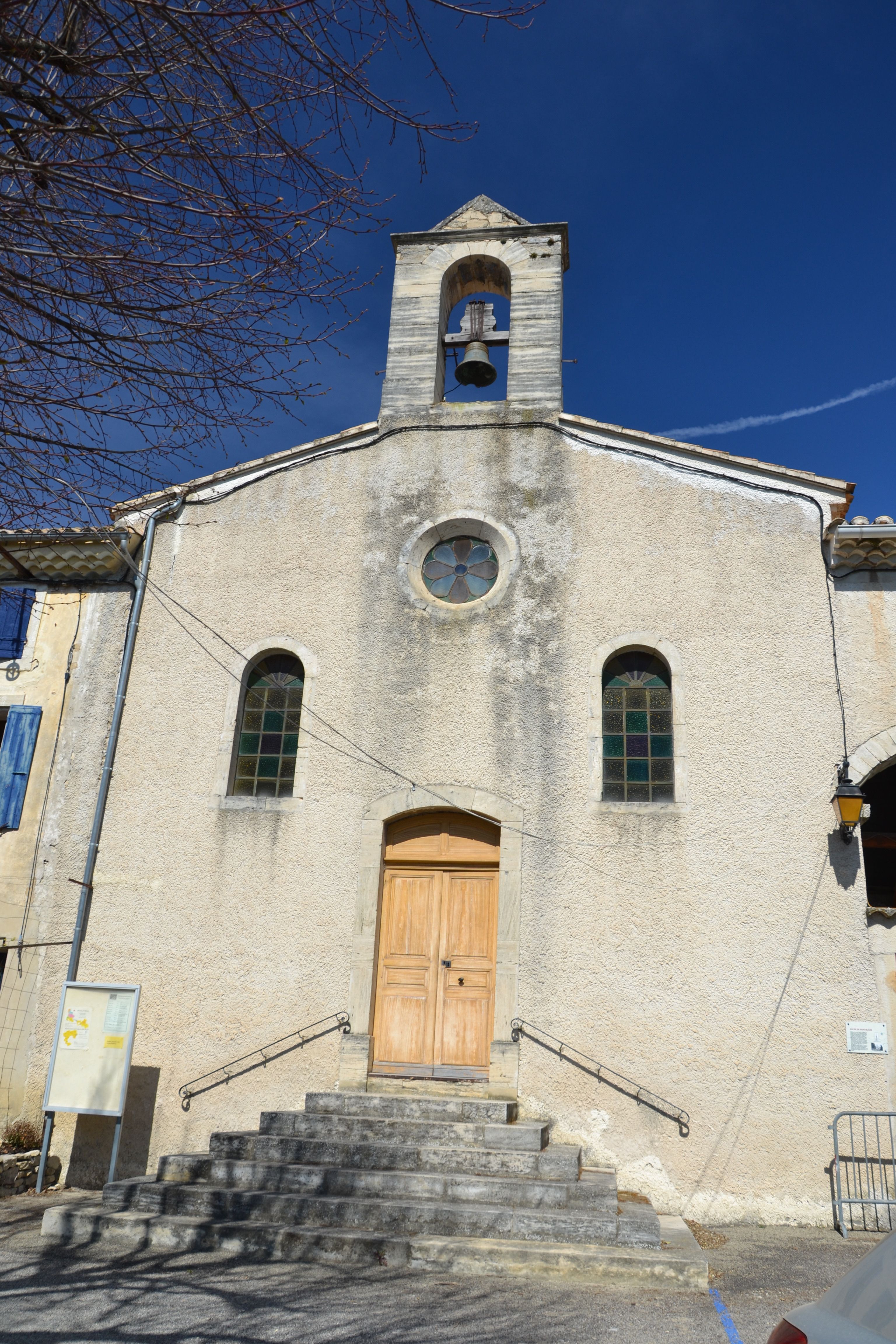
Église Saint-Blaise de Montbrison-sur-Lez.
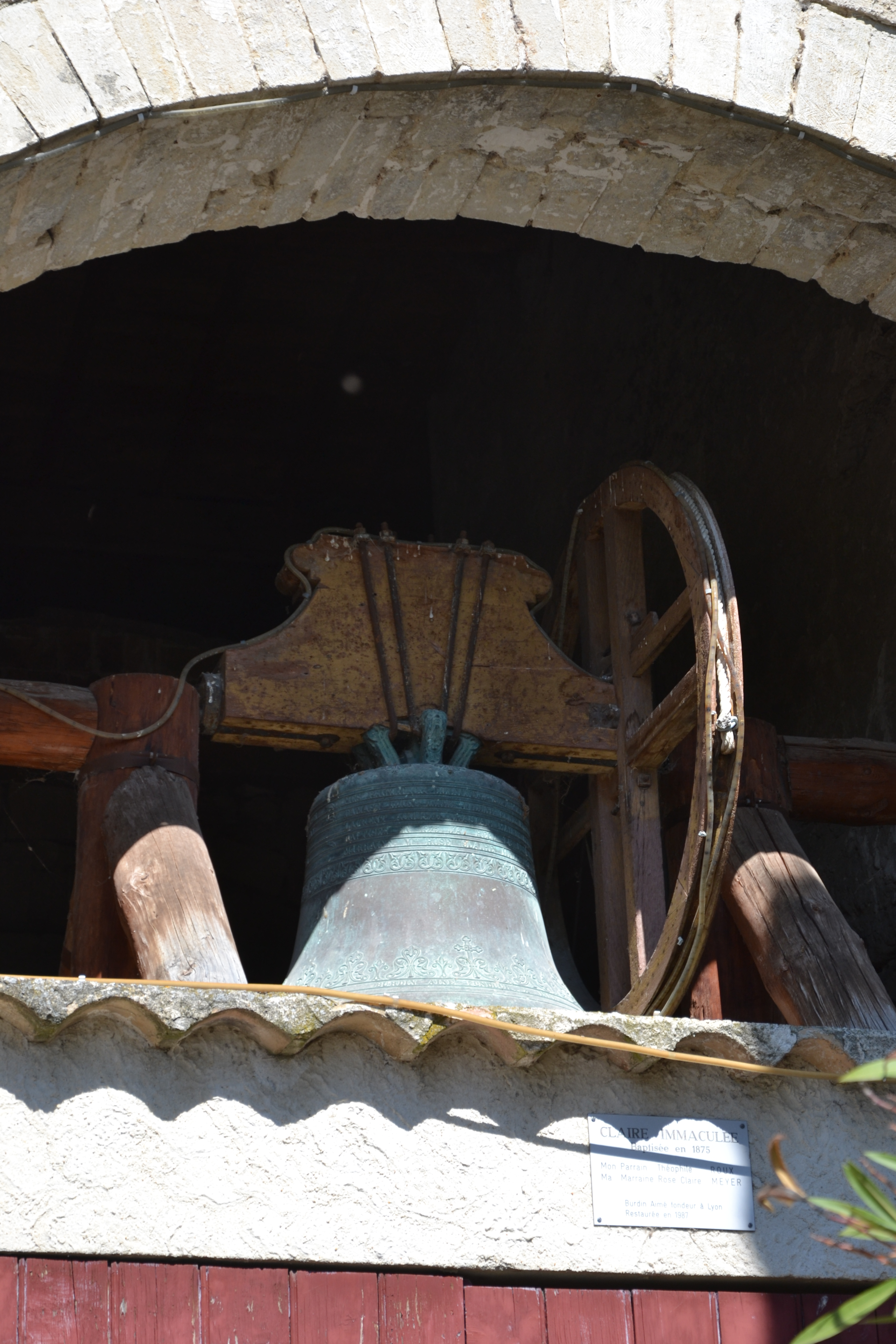
Cloche « Claire Immaculée » de l'église Saint-Blaise.

### Personnalités liées à la commune
- Marcel Descour (né en 1899 à Paris, mort en 1995 à Montbrison) : général d'armée, héros de la Résistance (dit « colonel Bayard »), commandant militaire dans le maquis du Vercors (1944), grand officier de la Légion d'honneur.
- Pierre Simonet (né en 1921 à Hanoï, mort en 2020 à Toulon) : militaire français des FFL, héros de Bir Hakeim, compagnon de la Libération, inhumé dans la commune.
- Jacques Descour dit « La Flèche » (né en 1925 à Sarrelouis (Allemagne), tué le 21 juillet 1944 à Vassieux-en-Vercors (Drôme)). Âgé de 19 ans, originaire de Montbrison-sur-Lez, fils aîné du général Marcel Descour, élève au Prytanée, Jacques Descour, aspirant, était candidat à Saint-Cyr. Il fit partie des soixante étudiants de la JEC qui venaient de Lyon pour recevoir une instruction militaire en vue de leur affectation ultérieure comme cadres du maquis. Le 6 juin 1944, sous la direction de Jean Mourgues, il commande un réseau d'une vingtaine d'agents de liaison, puis il rejoint le Vercors. Il est tué parmi les premiers au combat de Vassieux-en-Vercors le 21 juillet 1944[24].
- Jean Besson (né en 1948 à Valréas) : issu d’une famille de vignerons et de commerçants de Montbrison-sur-Lez, sénateur de la Drôme (1989-2014), chevalier de la Légion d'honneur[25].

### Héraldique, logotype et devise
|  | Montbrison-sur-Lez possède des armoiries dont l'origine et le blasonnement exact ne sont pas disponibles. |